# Зовнішній паливний бак «Спейс Шаттл»

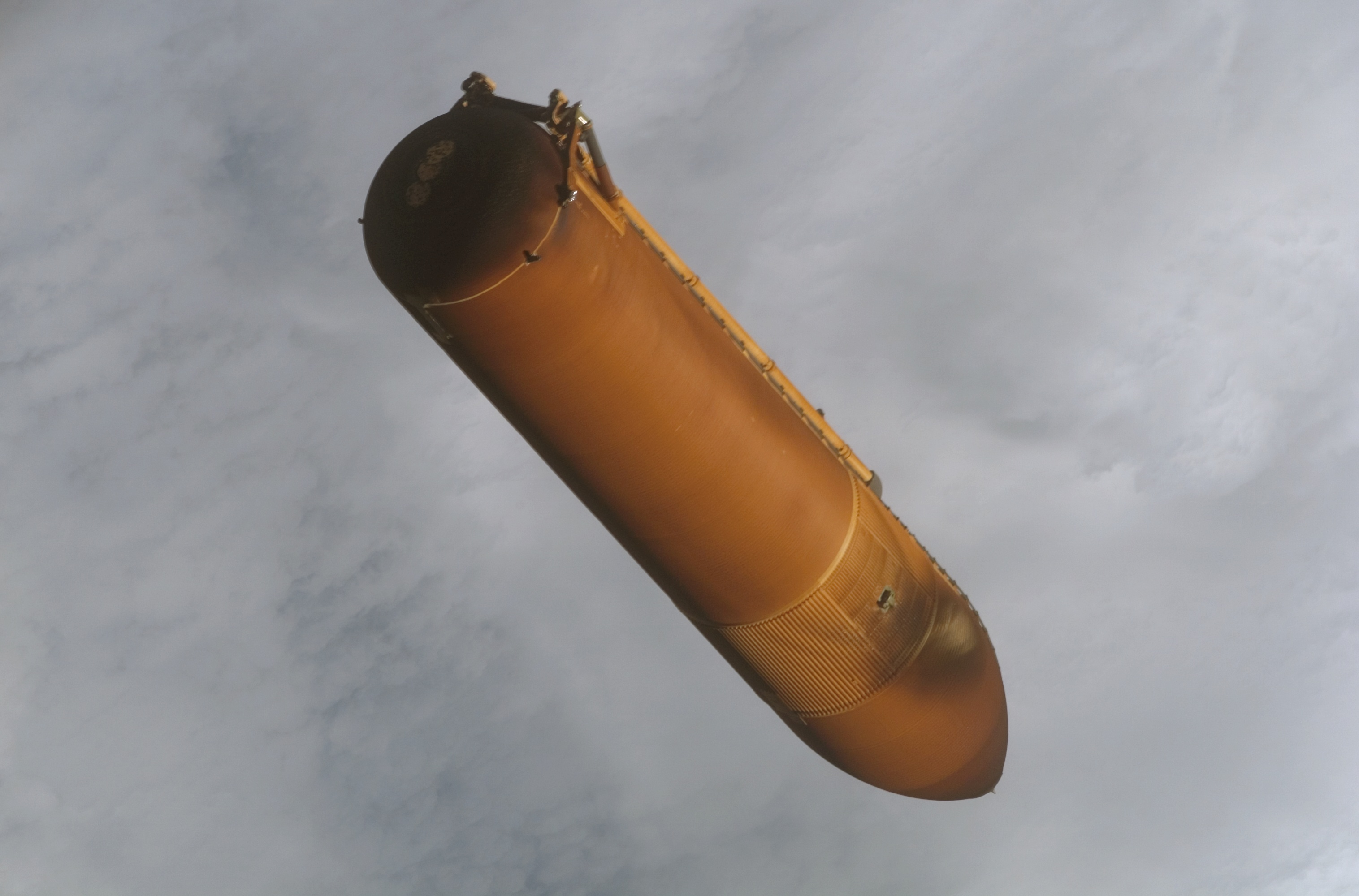
Зовнішній бак місії STS-115 після відділення від орбітального корабля. Сліди біля переднього кінця бака залишили двигуни бічних прискорювачів після їх відділення.

Зовнішній паливний бак «Спейс Шаттл» (англ. Space Shuttle external tank, ЕТ) — колишній компонент ракети-носія шатла, який містив рідке водневе паливо та окислювач рідкого кисню. Під час зльоту й підйому постачав пальне та окислювач під тиском до трьох головних двигунів RS-25 на орбітальному кораблі. Зовнішній бак скидався трохи більше ніж через 10 секунд після відключення головного двигуна (MECO) і повертався в атмосферу Землі. На відміну від твердопаливних ракетних прискорювачів, зовнішні баки не використовувалися повторно: вони руйнувалися перед зіткненням в Індійському океані (або Тихому океані у разі траєкторій запуску прямого введення), далеко від судноплавних шляхів, і не бували відновлені.

## Огляд
Зовнішній паливний бак був найбільшим елементом шатла, а в завантаженому стані — також і найважчим. Він складався з трьох основних компонентів:
- Передній резервуар із рідким киснем (LOX).
- Проміжний резервуар без тиску, який містив більшість електричних компонентів.
- Кормовий резервуар із рідким воднем (LH2); це була найбільша за розміром частина, але вона була відносно легкою через дуже низьку густину рідкого водню.

Зовнішній бак був основою шатла під час запуску і забезпечував структурну підтримку для кріплення твердопаливних ракетних прискорювачів «Спейс Шаттл» (SRB). Бак з'єднувався з обома прискорювачами в одній передній точці кріплення (за допомогою поперечної балки через проміжний резервуар) і одним кормовим кронштейном, а також з'єднувався з орбітальним апаратом однією передньою та двома задніми сошками кріплення. У кормовій зоні кріплення також були шлангокабелі, які переносили рідини, гази, електричні сигнали та електроенергію між баком і орбітальним кораблем. Через цей трубопровід проходили також електричні сигнали та засоби керування між орбітальним кораблем і двома твердотільними ракетними прискорювачами.
Зовнішні баки завжди руйнувалися, але існували плани їх повторного використання на орбіті. Вони варіювалися від приєднання до космічної станції як додаткового житлового або дослідницького простору і баків для ракетного палива для міжпланетних місій (наприклад, під час польотів на Марс) до сировини для орбітальних заводів.
Інша концепція полягала в тому, щоб використовувати зовнішні баки як транспортний засіб для великогабаритних корисних вантажів. Одна з пропозицій передбачала, що основне дзеркало телескопа з 7-метровою апертурою транспортувалося в баку. Іншою концепцією був Aft Cargo Carrier (ACC).

## Версії
Протягом багатьох років НАСА намагалося підвищити загальну ефективність шляхом зменшення ваги зовнішнього бака. Таке вивільнення ваги дало б змогу на таку ж величину збільшити вантажопідйомність шатла.

### Помаранчевий колір

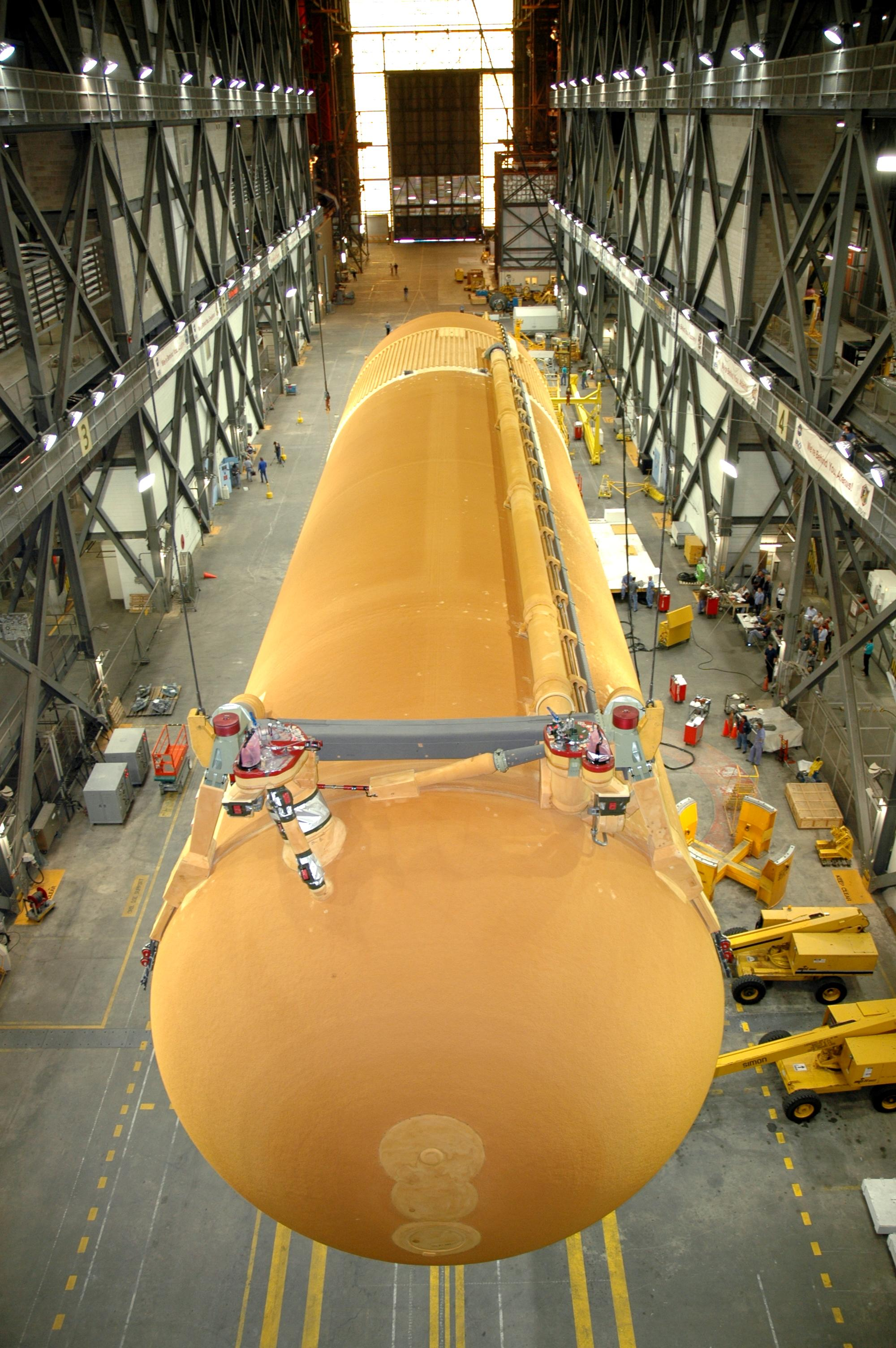
У нижній частині бака видно апаратне забезпечення для кріплення орбітального корабля, шлангове з'єднання рідкого водню (ліворуч) і шлангове з'єднання рідкого кисню (праворуч).

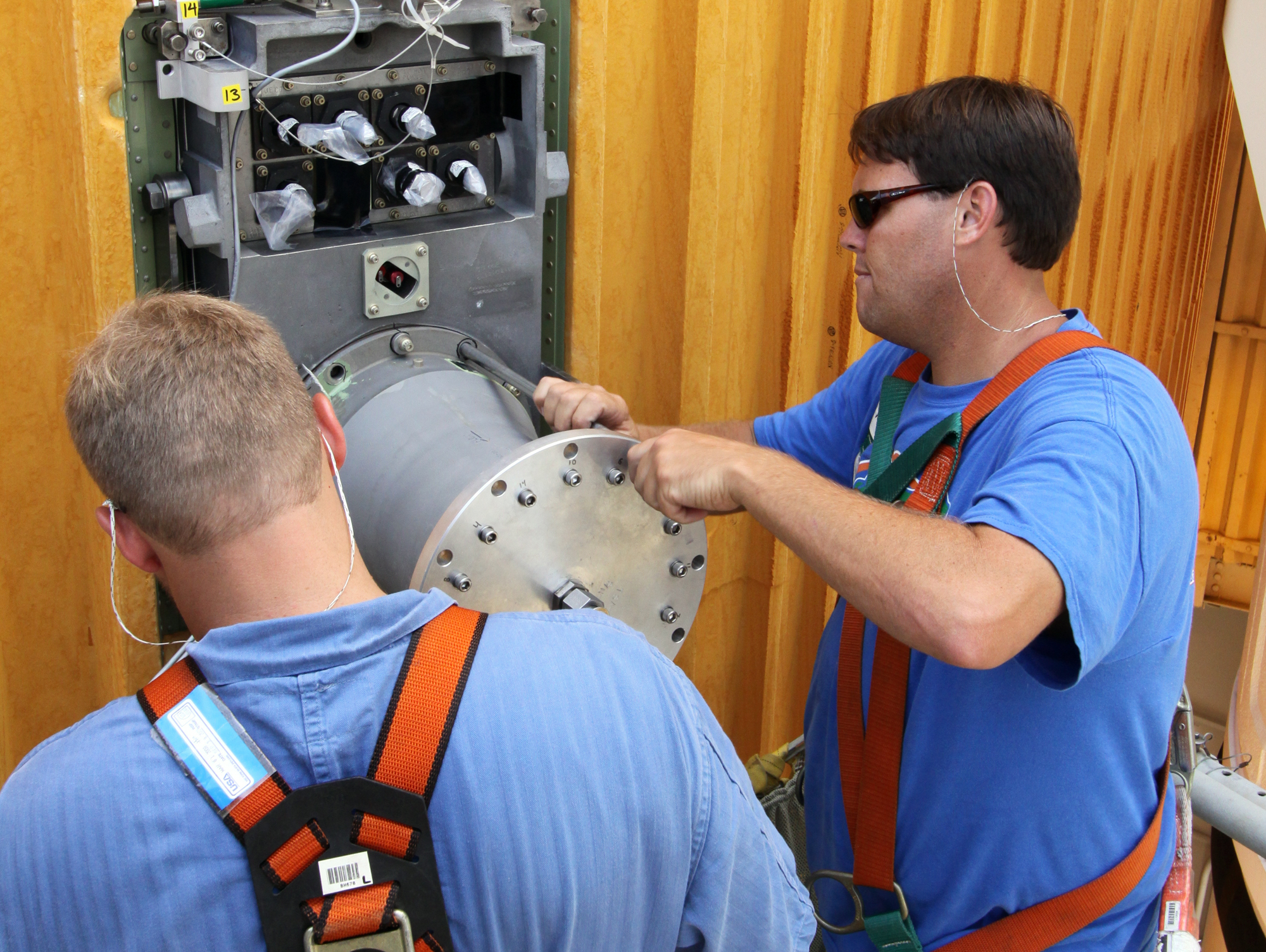
Техніки перевіряють GUCP після чищення STS-127 через підвищений рівень водню в цьому роз'ємі.

У серпні 1973 року контракт на зовнішній бак отримала компанія Martin Marietta (нині частина Lockheed Martin), а в листопаді контракт на твердопаливний прискорювач відійшов компанії Morton Thiokol.
Помаранчевий колір зовнішнього бака — це колір піноізоляційного напилення. Перші два баки, які використовувалися в місіях STS-1 і STS-2, були пофарбовані в білий колір, щоб захистити баки від ультрафіолетового випромінювання протягом тривалого часу, який шатл проводив на стартовому майданчику перед стартом. Оскільки це не виявилося проблемою, починаючи з місії STS-3 Martin Marietta залишала ізоляцію іржі нефарбованою. Це дало змогу заощадити приблизно 272 кг корисного вантажу.

### Бак стандартної ваги
Оригінальна версія зовнішнього бака відома під неофіційною назвою «бак стандартної ваги» (Standard Weight Tank, SWT). Вона була виготовлена з високоміцного алюмінієво-мідного сплаву 2219, який часто використовується в аерокосмічній галузі.
Після місії STS-4 кілька сотень кілограмів вдалося скинути за рахунок демонтажу антигейзерної лінії. Ця лінія проходила паралельно лінії подавання рідкого кисню, забезпечуючи його циркуляцію. Це зменшило накопичення газоподібного кисню в лінії живлення під час передстартового заправлення (завантаження LOX). Після оцінки даних про завантаження палива, отриманих у результаті наземних випробувань і після перших кількох місій шатла, антигейзерну лінію було видалено, і в наступних місіях вона не використовувалася. Загальна довжина і діаметр зовнішнього бака залишилися незмінними. Останній бак стандартної ваги, який літав на STS-7, важив приблизно 35 000 кг.

### Легкий бак

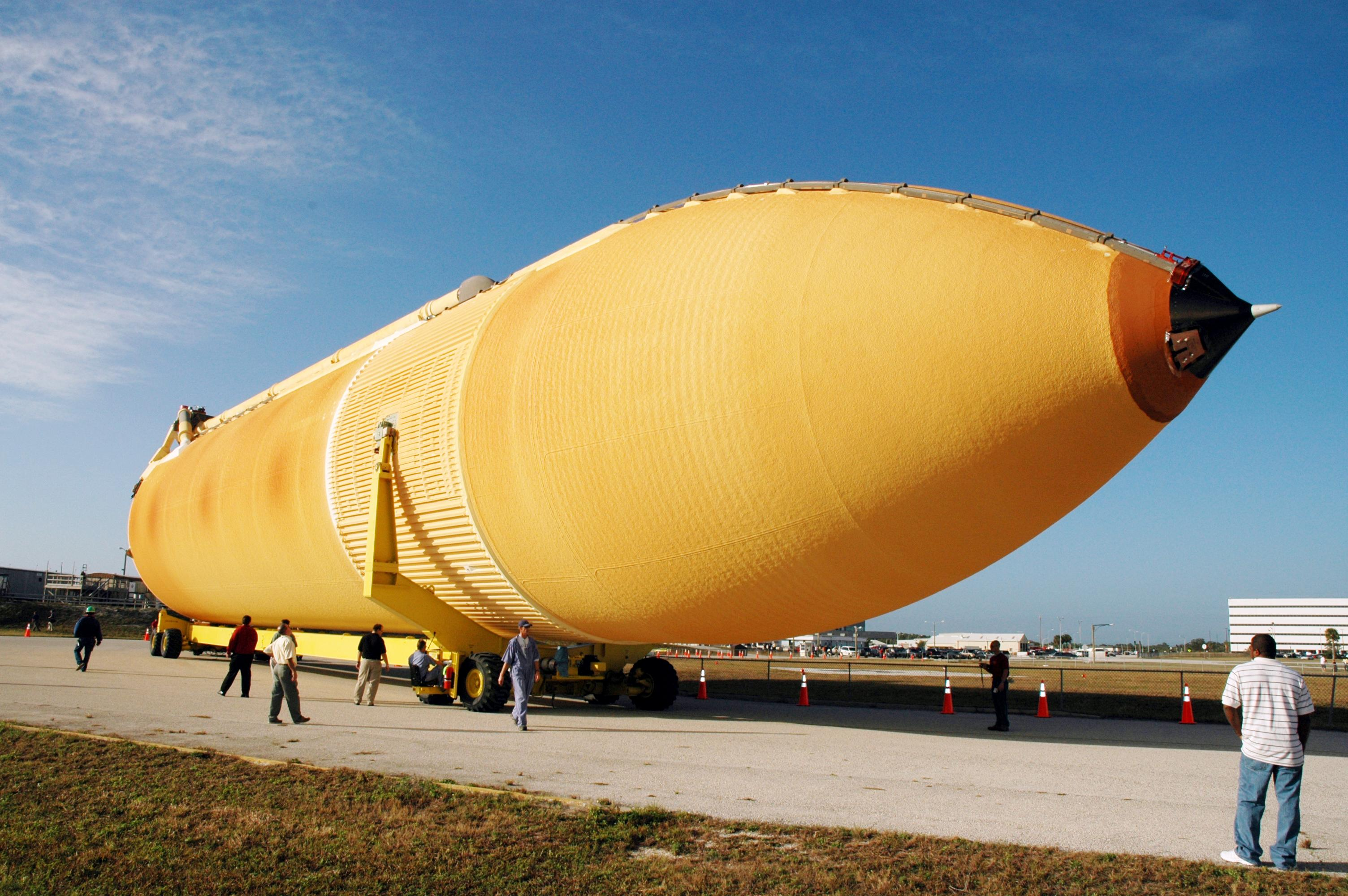
Зовнішній резервуар шатла прямує до складу транспортного засобу.

Починаючи з місії STS-6, використовувався легкий зовнішній бак (Lightweight Tank, LWT). Цей бак літав у більшості місій шатлів: востаннє він злетів під час запуску злощасної місії STS-107, під час якої загинув шатл «Колумбія». Баки різних місій дещо відрізнялись за вагою, але усі вони важили приблизно 30 000 кг.
Зменшення ваги порівняно з баком стандартної ваги вдалося досягти за рахунок усунення частин стрингерів (конструкційних елементів жорсткості, які проходять по всій довжині резервуара для водню), використання меншої кількості кілець жорсткості та модифікації основних рам у резервуарі для водню. Крім того, значні частини бака були відфрезеровані по-різному з метою зменшити їх товщину, а вага кормового кріплення твердотільного ракетного прискорювача була зменшена завдяки використанню міцнішого, але водночас легшого й дешевшого титанового сплаву.

### Надлегкий бак

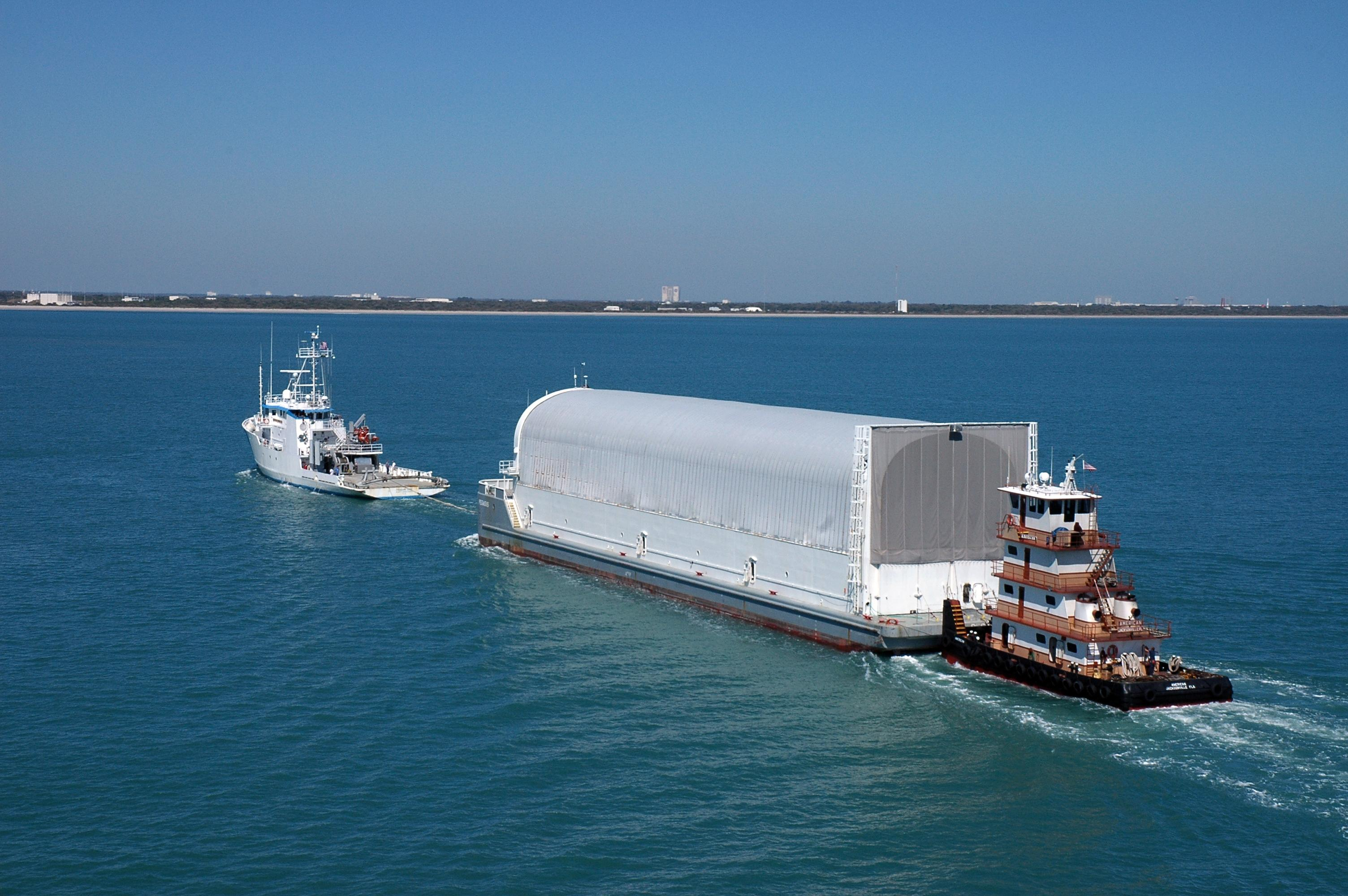
Баржа Pegasus буксирує ET-119 до порту Канаверал.

Надлегкий бак (Super Lightweight Tank, SLWT) вперше здійснив політ у 1998 році на STS-91 і використовувався в усіх подальших місіях (за двома винятками — STS-99 і STS-107). Конструкція надлегкої версії бака була майже така ж, що й легкої, за винятком того, що більша частина конструкції бака була зроблена з алюмінієво-літієвого сплаву (Al 2195). Цей сплав забезпечив значне зменшення ваги бака (близько 3175 кг) порівняно з його легкою версією. Виробництво також передбачало технологію зварювання тертям. Хоча таку конфігурацію мали всі зовнішні баки, вироблені після введення в експлуатацію надлегкої версії, один бак легкої версії залишився на зберіганні, щоб використовувати його за запитом до кінця ери шатлів. Надлегкий бак забезпечив 50 % підвищення продуктивності, необхідної для того, щоб шатл досяг Міжнародної космічної станції. Зменшення ваги дало орбітальному кораблю змогу перевозити більше корисного вантажу на сильно нахилену орбіту МКС.

### Технічні характеристики
Специфікації бака надлегкої версії
- Довжина: 46,9 м
- Діаметр: 8,4 м
- Вага порожнього: 26 500 кг
- Повна стартова вага: 760 000 кг

Резервуар із рідким киснем
- Довжина: 16,6 м
- Діаметр: 8,4 м
- Об'єм (при 22 psig): 553 358 л
- Маса LOX (при 22 psig): 629 340 л
- Робочий тиск: 239—253 кПа (абсолютний)

Проміжний резервуар
- Довжина: 6,9 м
- Діаметр: 8,4 м

Резервуар LH2
- Довжина: 29,6 м
- Діаметр: 8,4 м
- Об'єм (при 29,3 psig): 1 497 440 л
- Маса LH2 (при 29,3 psig): 106 261 кг

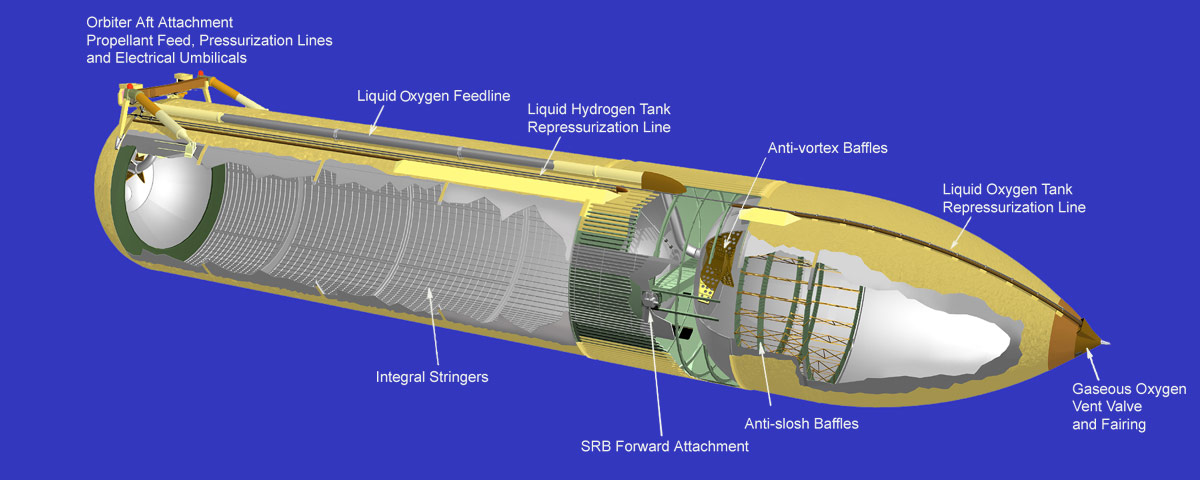
Будова зовнішнього бака.

- Робочий тиск: 220—230 кПа (абсолютний)
- Робоча температура: −253 °C[11]

### Резервуар із рідким киснем (LO_{X})

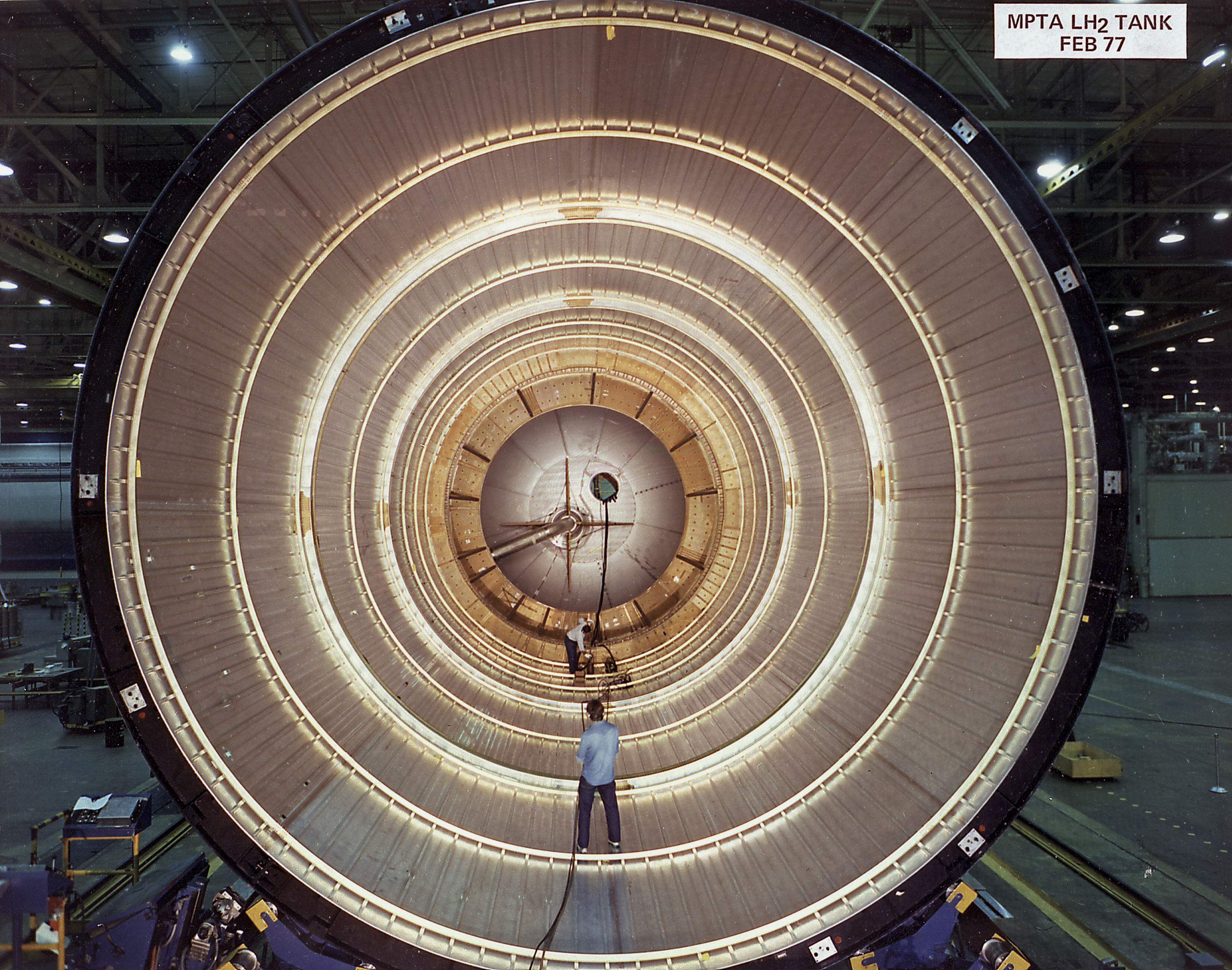
Інтер'єр бака для рідкого водню під час складання на ракетному заводі НАСА з людьми для масштабу.

### Резервуар із рідким киснем (LOX)
Резервуар із рідким киснем розташований у верхній частині зовнішнього бака і має круглу форму для зменшення аеродинамічного опору та аеротермодинамічного нагрівання. Носова частина закрита плоскою знімною кришкою та носовим конусом. Носовий конус складається зі знімного конічного вузла, який виконує роль аеродинамічного обтічника для силової установки та компонентів електричної системи. Головний елемент носового конуса виконує роль блискавичника з литого алюмінію. Об'єм бака із рідким киснем становить 559,1 м3 при тиску 150 кПа і температурі −182,8 °C (кріогенний).
Резервуар із рідким воднем розташований у нижній частині зовнішнього бака. Він складається з чотирьох циліндричних секцій, переднього і кормового куполів. Циліндричні секції з'єднані п'ятьма кільцевими рамами, які сприймають і розподіляють навантаження. Передня купольна рама розподіляє навантаження, які прикладаються через міжрезервуарну конструкцію, а також є фланцем для кріплення резервуара з рідким воднем до проміжного резервуара. Заднє велике кільце сприймає навантаження, спричинені орбітальним кораблем, від задніх опорних стійок орбітального корабля та навантаження, спричинені прискорювачами, від їхніх задніх опорних стійок. Решта три кільцеві рами розподіляють тягові навантаження орбітального корабля та опорні навантаження лінії подавання рідкого кисню. Потім навантаження від рам розподіляються через панелі обшивки ствола. Резервуар із рідким воднем має об'єм 1515,6 м3 при тиску 202 кПа і температурі −252,8 °C (кріогенний).